# Serge Payer
Serge Payer (* 9. Mai 1979 in Rockland, Ontario) ist ein US-amerikanisch-kanadischer Eishockeyspieler, der im Verlauf seiner aktiven Karriere zwischen 1995 und 2011 unter anderem 124 Spiele für die Florida Panthers und Ottawa Senators in der National Hockey League (NHL) auf der Position des Centers bestritten hat. Darüber hinaus verbrachte Payer zwei Spielzeiten bei den Krefeld Pinguinen in der Deutschen Eishockey Liga (DEL).

## Karriere
Payer begann seine Karriere im Sommer 1995 bei den Kitchener Rangers in der kanadischen Juniorenliga Ontario Hockey League (OHL), wo er fünf Jahre lang spielte. Im Sommer 2000 wechselte der Center, obwohl er nie im NHL Entry Draft ausgewählt worden war, zu den Florida Panthers in die National Hockey League (NHL). Dort spielte der 1,80 m große Linksschütze sowohl für die Panthers in der NHL, als auch für deren Farmteam, die Louisville Panthers, in der American Hockey League (AHL). Insgesamt absolvierte Payer 43 NHL-Spiele, in denen er sechs Scorerpunkte erzielte. In den folgenden zwei Jahren ging der Kanadier für die Utah Grizzlies und San Antonio Rampage aufs Eis, bevor er im Sommer 2003 als Free Agent zu den Ottawa Senators wechselte. Bei den Senators wurde der Angreifer nur in fünf Spielen eingesetzt und spielte überwiegend für deren Farmteam, die Binghamton Senators.
Weitere Karrierestationen Payers waren schließlich erneut die Florida Panthers sowie die Ottawa Senators im Jahr 2006. Zur Saison 2007/08 schloss sich Payer den Houston Aeros an, für die er in 61 Spielen 33 Scorerpunkte erzielte. Im Sommer 2008 wurden die Verantwortlichen der Krefeld Pinguine aus der Deutschen Eishockey Liga (DEL) auf den Stürmer aufmerksam und verpflichteten ihn zur Spielzeit 2008/09. Nachdem diese seinen auflaufenden Kontrakt im Sommer 2010 nicht verlängert hatten, war der Stürmer zunächst vereinslos. Im Januar 2011 erhielt Payer einen Vertrag bis zum Saisonende 2010/11 bei Vålerenga IF aus der norwegischen GET-ligaen. Nach der Spielzeit beendete der 32-Jährige seine aktive Karriere.

## Erfolge und Auszeichnungen
- 1997 Goldmedaille beim Pacific Cup

## Karrierestatistik

### International
Vertrat Kanada bei:
- Nations Cup 1997

(Legende zur Spielerstatistik: Sp oder GP = absolvierte Spiele; T oder G = erzielte Tore; V oder A = erzielte Assists; Pkt oder Pts = erzielte Scorerpunkte; SM oder PIM = erhaltene Strafminuten; +/− = Plus/Minus-Bilanz; PP = erzielte Überzahltore; SH = erzielte Unterzahltore; GW = erzielte Siegtore; 1 Play-downs/Relegation; Kursiv: Statistik nicht vollständig)